# Weinviertel

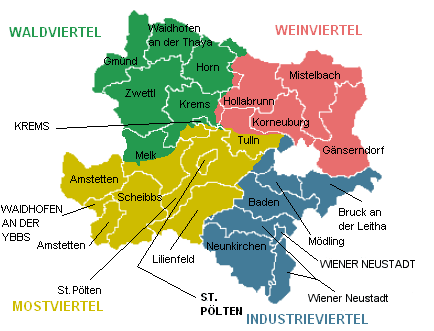
Het Weinviertel in het roze

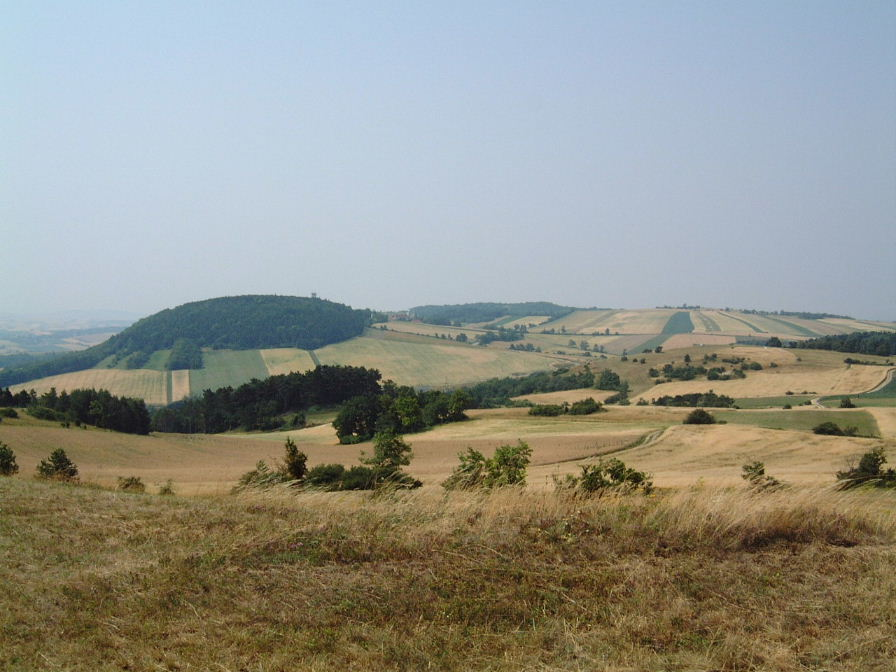
De Leiser Berge

Het Weinviertel of het Viertel onder de Manhartsberg is een van de vier historische kwartieren van de Oostenrijkse deelstaat Neder-Oostenrijk. Het beslaat het noordoosten van dit grootste Oostenrijkse Bundesland.
In het oosten grenst het Weinviertel aan Slowakije: deze grens wordt door de March gevormd. In het noorden grenst het aan Tsjechië, een grens die min of meer de rivier de Thaya volgt. De bergrug van de Manhartsberg (537 meter) vormt de westgrens met het Waldviertel en de Donau de zuidgrens met het Mostviertel en het Industrieviertel. 
Het kwartier dankt zijn naam aan de wijnbouw: het is Oostenrijks grootste wijnbouwgebied. Onder andere door de lössbodem is het Weinviertel bijzonder geschikt voor de wijnbouw.